# Felix Santschi
Felix Santschi (Bex, 1 de dezembro de 1872 — Lausanne, 20 de novembro de 1940) foi um médico e entomologista que se celebrizou como mirmecologista por descobrir que as formigas usam o sol como bússola e por descrever cerca de 2000 taxa de formigas.

## Biografia
Santschi era filho do estofador Xavier Conrad Santschi e de sua esposa Lydie, nascida Reymond. A sua família viveu inicialmente em Menton, na Côte d'Azur. Depois de um terremoto, a família emigrou para Buenos Aires e depois para Lausanne. De 1895 a 1897, Santschi foi assistente de anatomia e preparador auxiliar na Universidade de Lausanne, onde trabalhou como assistente de Frédéric Édouard Bugnion.
Em 1896 partiu com Auguste Forel e Frédéric Édouard Bugnion numa viagem de exploração científica pela Colômbia e Venezuela, onde coletaram formigas. Com o apoio de Bugnion, estudou medicina a partir de 1895 na Universidade de Lausanne, onde concluiu o curso em 1900. Devido à falha em obter o matura federal, no entanto, foi-lhe negada a prática médica na Suíça. Em 1901 partiu para a Tunísia, onde se estabeleceu primeiro em Tunis e depois em Kairouan, como o primeiro médico estrangeiro a abrir um consultório naquelas cidades. Os tunisinos deram-lhe o nome de "Tabib-en-neml", que significa "médico formiga". Em 1902 casou com Emma Sulger.
Dedicado ao estudo da mirmecologia, Santschi descreveu cerca de 2000 espécies e subespécies de formigas. Foi o primeiro a estudar as habilidades de orientação das formigas no campo. Numa experiência agora famosa, realizada em 1922 em Poggiolo (Córsega), investigou a maneira como as formigas-colectoras usavam o céu para navegar e mostrou que as formigas chegavam rapidamente ao seu destino quando o céu estava claro ou mesmo quando apenas parte era visível. A esse fenómeno deu o nome de orientação sideral (voltada para o sol). Contudo, quando o céu estava completamente obscurecido, as formigas perdiam o rumo e sem o senso de direção começavam a caminhar ao acaso. Cerca de setenta anos depois, em 1949, graças aos trabalhos de Karl von Frisch com as abelhas, foi demonstrado que as formigas são guiadas pela polarização da luz.
Entre 1906 e 1938 publicou cerca de 188 artigos e livros especializados. Em 1940 voltou para a Suíça, fixando-se em Lausanne, onde viria a falecer. Santschi era membro da Sociedade Entomológica Suíça (a  Schweizerische Entomologische Gesellschaft ou SEG).
Em homenagem a Santschi, em 1985, a Universidade de Zurique criou a Fundação Felix Santschi (Felix-Santschi-Stiftung).  Também em sua homenagem, o nome de Santschi serve de epónimo para a designação de várias espécies, entre as quais Amblyopone santschii (Menozzi, 1922), Brachymyrmex santschii Menozzi, 1927, Crematogaster santschii Forel, 1913, Dorymyrmex santschii Gallardo, 1917, Leptanilla santschii Wheeler & Wheeler, 1930, Minosia santschii Dalmas, 1921, Monomorium santschii (Forel, 1905), Myopias santschii (Viehmeyer, 1914), Oligomyrmex santschii Weber, 1943, Opopaea santschii Brignoli, 1974, Oxyopomyrmex santschii Forel, 1904, Polyrhachis santschii Mann, 1919, Pseudomicroides santschii (von Schulthess, 1925), Pseudomyrmex santschii (Enzmann, 1944), Solenopsis santschii Forel, 1905 e Talanites santschii Dalmas, 1918.
A abreviatura Santschi é usado para indicar Felix Santschi como a autoridade taxonómica em descrição e taxonomia zoológica.

## Taxa descrita
Félix Santschi descreveu cerca de 2000 taxa, entre os quais:
- Cephalotes cordiventris
- Cephalotes fossithorax
- Cephalotes inca
- Cephalotes lanuginosus
- Cephalotes liogaster
- Cephalotes opacus
- Cephalotes prodigiosus
- Cephalotes texanus

## Abreviatura (zoologia)
A abreviatura Santschi  emprega-se para indicar a Felix Santschi como autoridade na descrição e taxonomia em zoologia.